# Universitat de Varsòvia
La Universitat de Varsòvia (polonès: Uniwersytet Warszawski) és la universitat més gran i prestigiosa de Polònia.

## Història

### Inicis sota Alexandre I
El 1795 les particions de Polònia van deixar Varsòvia amb accés només a la Universitat de Vílnius; el centre acadèmic polonès més antic i influent, ja que la Universitat Jagellònica de Cracòvia, va passar a formar part de la monarquia dels Habsburg. El 1815, el recentment establert Tsarat de Polònia que pertanyia de facto a l'Imperi Rus es va trobar sense cap universitat, ja que Vilnius es va incorporar a Rússia. Els primers a establir-se a la Polònia del Congrés van ser la Facultat de Dret i la Facultat de Medicina. El 1816, el tsar Alexandre I va permetre a les autoritats poloneses crear una universitat, que comprenia cinc departaments: Dret i Administració, Medicina, Filosofia, Teologia i Art i Humanitats. La universitat aviat va tenir 800 estudiants i 50 professors. Després que la majoria dels estudiants i professors participessin en la Revolta polonesa del 1830, la universitat fou clausurada. Després de la guerra de Crimea, Rússia va entrar en un breu període de liberalització i es va donar el permís per crear una acadèmia polonesa de medicina i cirurgia (Akademia Medyko-Chirurgiczna) a Varsòvia. El 1862 es van obrir els departaments de Dret i Administració, Filologia i Història i Matemàtiques i Física. La recentment creada acadèmia va guanyar importància i aviat va passar a anomenar-se "Escola principal" (Szkoła Główna). Tanmateix, després de la insurrecció de gener de 1863, va acabar el període liberal i es van tornar a tancar totes les escoles en llengua polonesa. Durant la seva curta existència, l'escola principal va educar més de 3.000 estudiants, molts dels quals van passar a formar part de la columna vertebral de la Intel·liguèntsia polonesa.

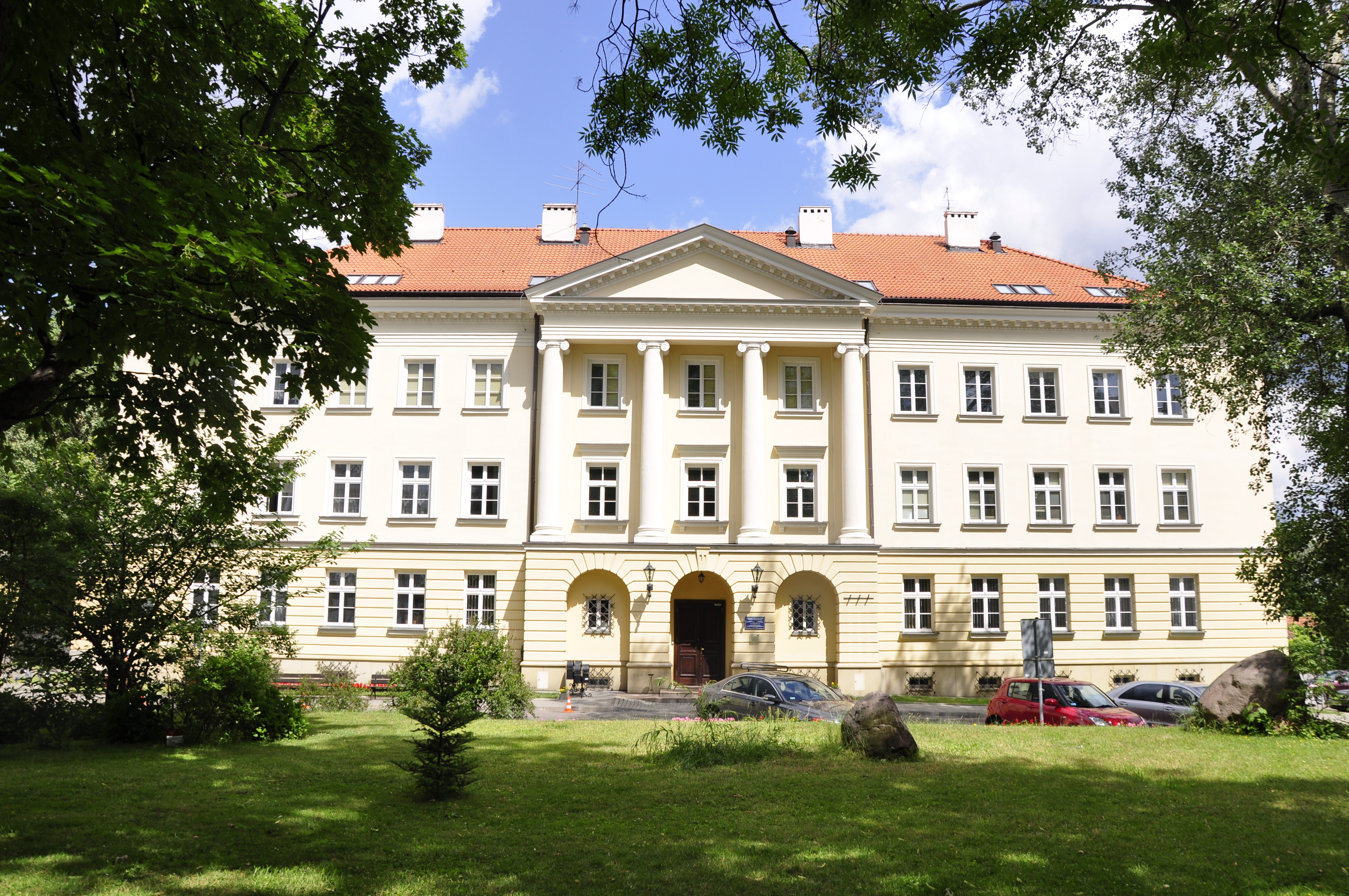
Principal campus universitari

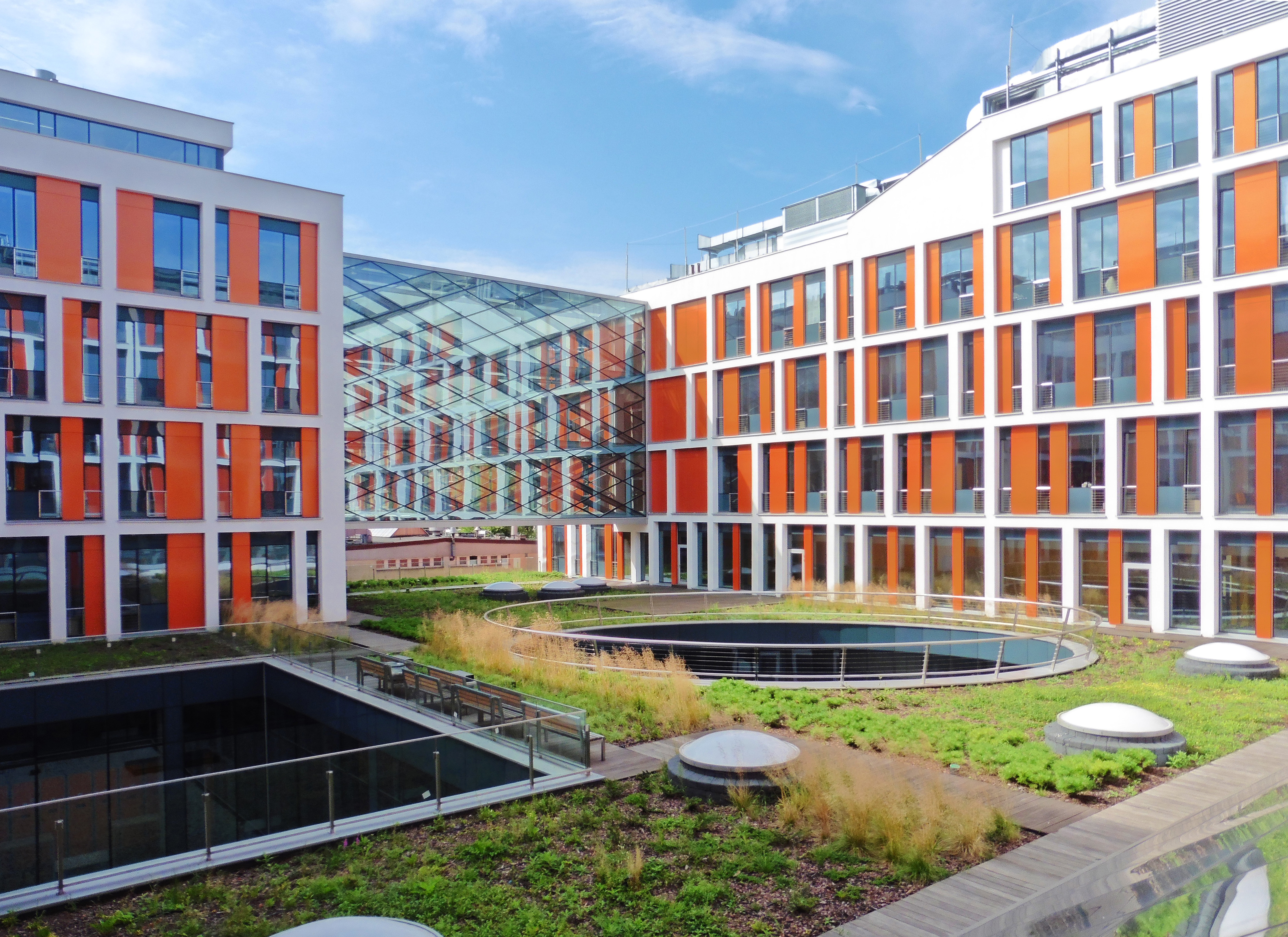
Facultat de Física

L'escola principal va ser substituïda per una "Universitat Imperial de Varsòvia" en llengua russa. El seu propòsit era proporcionar educació a la guarnició militar russa de Varsòvia, però la majoria dels estudiants (fins a un 70% d'una mitjana de 1.500 a 2.000 estudiants) eren polonesos. Les autoritats tsaristes van creure que la universitat russa es convertiria en una manera perfecta de russificar la societat polonesa i van invertir una suma important en la construcció d'un nou campus universitari. No obstant això, diverses organitzacions clandestines aviat van començar a créixer i els estudiants es van convertir en els seus líders a Varsòvia. El més notable d'aquests grups (els partidaris del renaixement polonès i els socialistes) es van unir a les files de la Revolució de 1905. Posteriorment es va proclamar el boicot a les instal·lacions educatives russes i el nombre d'estudiants polonesos es va reduir per sota del 10%. La majoria dels estudiants que volien continuar la seva formació van marxar a Galítsia i Europa occidental.
Després de la caiguda de l'aixecament de gener (1863–1864), les autoritats tsaristes van decidir convertir l'Escola Principal en una universitat de llengua russa, que va funcionar durant 46 anys amb el nom d'Universitat Imperial. Hi va haver dues ocasions en què es va plantejar la qüestió de traslladar la universitat a Rússia. Durant la revolució 1905–1907, aquesta proposta va ser feta per alguns dels professors, davant el boicot a la universitat per part d’estudiants polonesos. Les converses sobre aquest tema es van dur a terme amb diverses ciutats russes, incloses Vorónej i Saràtov. El govern rus finalment va decidir mantenir una universitat a Varsòvia, però com a resultat del boicot, la universitat era russa no només en el sentit de la llengua utilitzada, sinó també en la nacionalitat dels seus professors i estudiants.
Per segona vegada, la pregunta va sorgir durant la Primera Guerra Mundial, quan la situació política i militar va obligar les autoritats russes a evacuar-la. A partir de la tardor de 1915, hi havia dues universitats de Varsòvia: una polonesa, a Varsòvia, i una altra russa, a Rostov del Don, que va funcionar fins al 1917. El 5 de maig de 1917 el govern provisional rus va decidir tancar la Universitat de Varsòvia. La decisió va entrar en vigor l'1 de juliol de 1917; el mateix dia es va inaugurar la Universitat del Don.
Durant la Primera Guerra Mundial, Varsòvia fou ocupada per Alemanya el 1915. Per guanyar els polonesos pel seu cas i assegurar la zona polonesa darrere de les línies del front, els governs d'Alemanya i Àustria-Hongria van permetre una certa liberalització de la vida a Polònia. D'acord amb el concepte de Mitteleuropa, les autoritats militars alemanyes van permetre recrear diverses societats poloneses d'educació social. Una d’aquestes va ser la Universitat de Varsòvia. Es va reintroduir la llengua polonesa i es va permetre als professors tornar a treballar. Per no deixar fora del control al moviment patriòtic polonès, el nombre de professors es va mantenir baix (normalment no més de 50), però no hi havia límits en el nombre d'estudiants. Fins al 1918 el seu nombre va passar de només 1.000 a més de 4.500.

### Segona República Polonesa

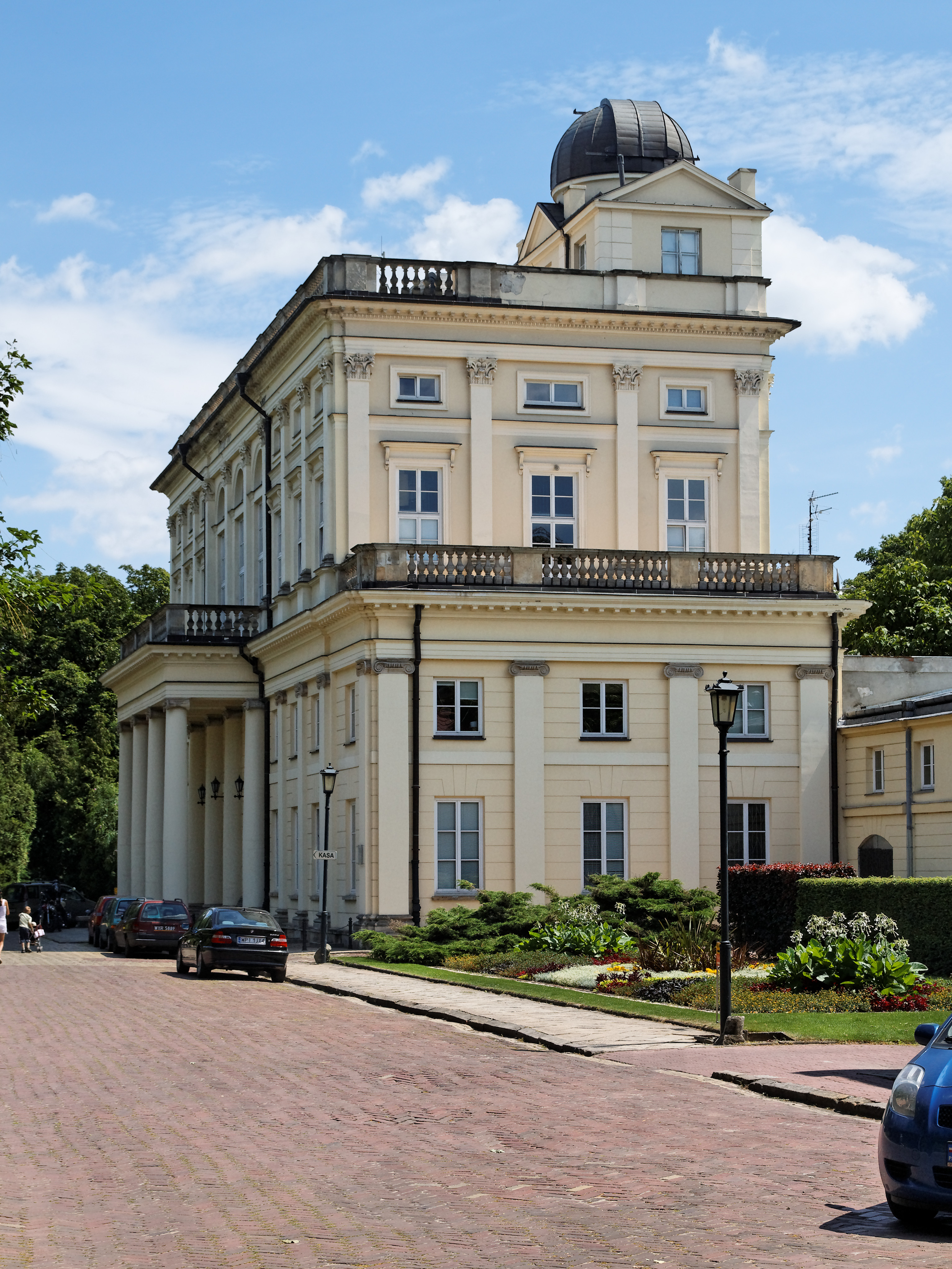
L’Observatori de la Universitat de Varsòvia el 2010

Després que Polònia recuperés la seva independència el 1918, la Universitat de Varsòvia va començar a créixer molt ràpidament. Es va reformar; tots els càrrecs importants (el rector, el senat, els degans i els consells) van ser elegits democràticament i l’Estat va gastar considerables diners per modernitzar-la i equipar-la. Molts professors van tornar de l'exili i van col·laborar en l'esforç. A finals de la dècada de 1920, el nivell d’educació a Varsòvia havia arribat al de l’Europa occidental.
A principis dels anys 30, la Universitat de Varsòvia s'havia convertit en la universitat més gran de Polònia, amb més de 250 professors i 10.000 estudiants. Tanmateix, els problemes financers del nou estat renascut no permetien l'educació gratuïta i els estudiants havien de pagar una taxa de matrícula pels seus estudis (un salari mitjà mensual durant un any). A més, el nombre de beques va ser molt limitat i només un 3% aproximadament dels estudiants van poder obtenir-ne una. Malgrat aquests problemes econòmics, la Universitat de Varsòvia va créixer ràpidament. Es van obrir nous departaments i es va ampliar el campus principal. Després de la mort de Józef Piłsudski, el Senat de la Universitat de Varsòvia va canviar el seu nom per "Universitat Józef Piłsudski de Varsòvia" (Uniwersytet Warszawski im. Józefa Piłsudskiego). El govern de Sanacja va procedir a limitar l’autonomia de les universitats. Els professors i els estudiants van romandre dividits la resta de la dècada de 1930, ja que el sistema de seients segregats per a estudiants jueus, conegut com a bancs del gueto, es va implementar habitualment, no institucionalment; comparable a l'era del moviment pels drets civils als Estats Units.

### Segona Guerra Mundial

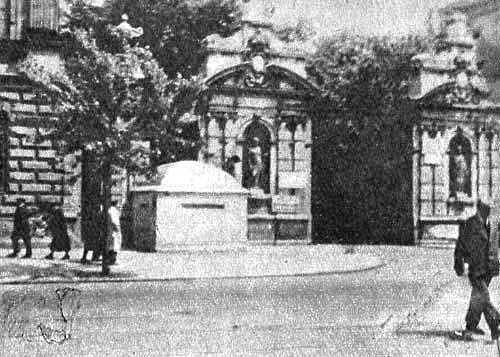
Porta principal de la universitat, el juliol de 1944, quan el campus servia com a caserna militar alemanya

Després de la Campanya de Polònia de 1939, les autoritats alemanyes del Govern General van tancar totes les institucions d'ensenyament superior a Polònia. L'equipament i la majoria dels laboratoris es van portar a Alemanya i es van dividir entre les universitats alemanyes, mentre que el campus principal de la Universitat de Varsòvia es va convertir en caserna militar.
Les teories racials alemanyes suposaven que no calia cap educació dels polonesos i que tota la nació es convertís en serfs no educats de la raça alemanya. L'educació en polonès va ser prohibida i castigada amb la mort. No obstant això, molts professors van organitzar l'anomenada "Universitat secreta de Varsòvia" (Tajny Uniwersytet Warszawski). Les conferències es feien en grups reduïts en apartaments privats i els assistents corrien constantment el risc de ser descoberts i de morir. No obstant això, la xarxa de facultats subterrànies es va estendre ràpidament i el 1944 hi havia més de 300 professors i 3.500 estudiants en diversos cursos.
Molts estudiants van participar en l'alçament de Varsòvia com a soldats de l'Armia Krajowa i Szare Szeregi. El campus alemany de la universitat es va convertir en una zona fortificada amb búnquers i nius de metralladores. Es trobava a prop dels edificis ocupats per la guarnició alemanya de Varsòvia. Les fortes lluites pel campus van començar el primer dia de la insurrecció, però els partidaris no van ser capaços de trencar les portes. Diversos assalts van ser repel·lits sagnantment i el campus va romandre en mans alemanyes fins al final de les baralles. Durant la revolta i l'ocupació van morir 63 professors, ja sigui durant baralles o com a efecte de la política alemanya d'extermini de la intel·lectualitat polonesa. La universitat va perdre el 60% dels seus edificis durant els combats del 1944. Una gran part de la col·lecció d’obres d’art i llibres de valor inestimable donats a la universitat va ser destruïda o transportada a Alemanya, per no tornar maig més.

### A la República Popular

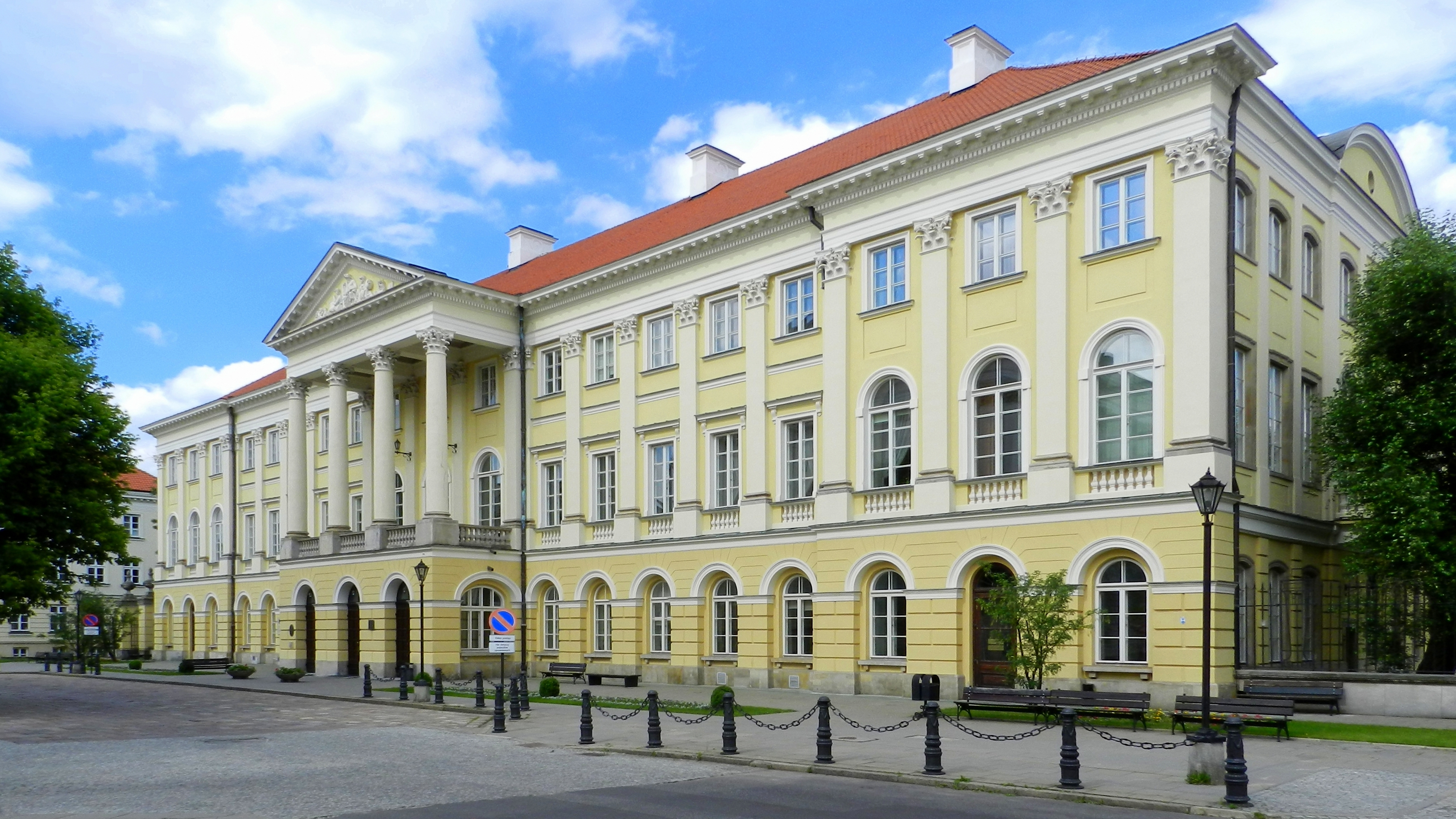
Palau Kazimierz, el rectorat de la universitat